# Mariusz Liberda
Mariusz Liberda (nacido el 24 de diciembre de 1976 en Żary) es un futbolista polaco que juega en la posición de portero en el Zagłębie Lubin.
Comenzó su carrera en el Promień Żary. Después jugó en el Polonia Warszawa en que jugó su primer partido en la primera división y el Dyskobolia Grodzisk Wielkopolski. Con el Zagłębie ganó el campeonato de Polonia en 2007.
También ha jugado tres partidos en la Selección de fútbol de Polonia.
- Datos: Q646916